# لانغوايلوغ (أنغلزي)
لانغوايلوغ (بالإنجليزية: Llangwyllog)‏ هي قرية تقع في المملكة المتحدة في ويلز.